# Tsahiagiin Elbegdorzj
Tsahiagiin Elbegdorzj (Mongools: Цахиагийн Элбэгдорж)  (Zereg, 30 maart 1963) is een Mongools politicus namens de Democratische Partij. Van 2009 tot 2017 was hij de president van Mongolië.

## Biografie
Elbegdorj was sinds 1990 lid van het Mongoolse parlement en bekleedde daar verschillende politieke functies. Zo was hij vicevoorzitter van het parlement en woordvoerder van de meerderheidsfractie. In april 1998 werd hij benoemd tot premier van Mongolië, een ambt dat hij aanvankelijk behield tot december van dat jaar. Tussen augustus 2004 en januari 2006 was hij opnieuw premier. 
Op 24 mei 2009 won Elbegdorzj de presidentsverkiezingen en versloeg daarmee de zittende president Nambaryn Enchbajar. Elbegdorzj, een van de leiders van de vreedzame democratische revolutie die in 1990 een eind maakte aan bijna 75 jaar van communistisch bewind, werd de eerste president die nooit lid van de Mongoolse Revolutionaire Volkspartij is geweest. In juni 2013 werd hij herkozen.
Bij de presidentsverkiezingen van 2017 mocht Elbegdorzj zich na twee ambtstermijnen niet opnieuw herkiesbaar stellen. Op 10 juli 2017 werd hij als president opgevolgd door zijn partijgenoot Khaltmaagiin Battulga.
- CiNii: DA14503553
- Gemeinsame Normdatei: 1266944605
- International Standard Name Identifier: 0000 0000 4210 8889
- Library of Congress Control Number: no99076135
- Virtual International Authority File: 71031336
- WorldCat: E39PBJdWXbggDkqBJy8qHXCWjC